# Калитеа (дем Гревена)
Вижте пояснителната страница за други значения на Калитеа.
Калитеа, още Балтино или Болтино (на гръцки: Καλλιθέα, до 1927 година: Μπάλτινον, Балтинон, през 1927 - 1961 година: Καταφύγιον, Катафигион), е село в Република Гърция, дем Гревена, област Западна Македония.

## География
Калитеа се намира на около 40 km южно от град Гревена на 740 m надморска височина в северните склонове на планината Хасия до южната граница на географско-историческата област Македония, в близост с граничната точка, разделяща Македония на север, Тесалия на юг и Епир на запад. Така Калитеа е най-южното македонско село. Землището на селото на юг и югозапад граничи с тесалийските села Коридалос (Джелепадес) и Платанистос.

## История

### В Османската империя
Смята се, че на сегашното си място Балтино е основано около 1770 година от 11 влашки фамилии.
През 1881 – 1912 непосредствено на юг от селището минава границата между Османската империя и Кралство Гърция. Тогава Балтино е влашко християнско село в южния край на Гревенската каза на Османската империя. Според статистиката на Васил Кънчов („Македония. Етнография и статистика“) през 1900 година в Болтино живеят 100 власи.
Според статистика на Серфидженския санджак на гръцкото консулство в Еласона от 1904 година в Балтино (Μπάλτινο), Гревенска каза, има 178 гърци влахофони, от които никой не се румънее.

### В Гърция
През Балканската война в 1912 година в селото влизат гръцки части и след Междусъюзническата в 1913 година Балтино влиза в състава на Кралство Гърция.
През 1927 година името на селището е сменено на Катафигион, а през 1961 година – на Калитеа. В 1928 година са регистрирани само 15 жители, тъй като преброяването е правено през зимата, когато населението зимува със стадата си в Тесалия.
Основната селска църква е „Свети Николай“. Недалеч от селото се намират параклисите „Света Троица“ и „Света Параскева“. Годишният селски събор се провежда на 26 юли (Света Параскева).
| Име          | Име            | Ново име   | Ново име     | Описание                    |
| ------------ | -------------- | ---------- | ------------ | --------------------------- |
| Дзуфета Беса | Τζουφέτα Μπέσα | Дзуфетас   | Τζουφετας    | местност С от Калитеа       |
| Другута      | Δρουγούτας     | Агнандеро  | Άγναντερό    | връх С от Калитеа           |
| Сбоболи      | Σμπόμπολι      | Бумбулина  | Μπουμπουλίνα | връх СИ от Калитеа          |
| Бадзики      | Μπατζίκι       | Бадзиос    | Μπάτζιος     | връх С от Калитеа           |
| Айвани       | Ἀϊβάνι         | Веланидиес | Βελανιδιές   | връх (767 m) С от Калитеа   |
| Бара         | Μπάρα          | Валтос     | Βάλτος       | връх (903 m) С от Калитеа   |
| Карули       | Καραούλι       | Скопия     | Σκοπιά       | връх (1244 m) СИ от Калитеа |

| Година    | 1913 | 1920 | 1928 | 1940 | 1951 | 1961 | 1971 | 1981 | 1991 | 2001 | 2011 | 2021 |
| --------- | ---- | ---- | ---- | ---- | ---- | ---- | ---- | ---- | ---- | ---- | ---- | ---- |
| Население | 203  | 192  | 15   | 357  | 235  | 211  | 81   | 172  | 94   | 169  | 58   | 19   |